# Johan Herman Wessel
Johan Herman Wessel, född 6 oktober 1742, död 29 december 1785, var en norsk författare, brorsons son till Peder Wessel, bror till Caspar Wessel.

## Biografi
Wessel bosatte sig i Köpenhamn 1761, där han var en av instiftarna av det legendariska norska författarkotteriet Det norske Selskab. Wessel ihågkoms idag särskilt för parodier över tragedigenren i den franskklassiska stilen i form av sitt teaterstycke Kierlighed uden Strømper från 1772. Han är även känd för humoristiska versberättelser i det korta formatet samt för fyndiga gravskrifter och påhittade eftermälen, i en svensk kontext att jämföra med exempelvis verser av Anna Maria Lenngren.